# Mesonemurus paulus
Mesonemurus paulus is een insect uit de familie van de mierenleeuwen (Myrmeleontidae), die tot de orde netvleugeligen (Neuroptera) behoort. 
Mesonemurus paulus is voor het eerst wetenschappelijk beschreven door McLachlan in Fedchenko in 1875.